# Aurelius Heraclianus
Pour les articles homonymes, voir Heraclianus.
Aurelius Heraclianus était un officier militaire romain du IIIe siècle. Préfet du prétoire de Gallien (et vir eminentissimus) dans les années 260, il fut envoyé avec de fortes troupes en 266-267 contre Palmyre au moment où Zénobie, après l'assassinat de son époux Odénat, semblait sur le point de rompre avec Rome. Heraclianus subit une grave défaite en 267, et rentra vaincu avec le reste de son armée. D'après Zosime (I, 40,2) et l'Histoire Auguste (Vie de Gallien 14,1), il mit au point le complot contre Gallien, qui fut assassiné en 268. On ne sait pas ce qu'il devint après cette date.